# Į
O Į (minúscula: į) é uma letra (I latino, adicionado de uma "cauda" ou ogonek) utilizada no alfabeto lituano.